# European Le Mans Series 2023
European Le Mans Series 2023 – dwudziesty sezon serii wyścigowej European Le Mans Series organizowanej przez Automobile Club de l’Ouest (ACO). Rozpoczął się on 23 kwietnia wyścigiem na torze Catalunya, a zakończył 22 października wyścigiem na Autódromo Internacional do Algarve.
Mistrzostwa kierowców zdobyli: Alex Lynn, James Allen i Kyffin Simpson (klasyfikacja ogólna oraz LMP2), François Perrodo i Matthieu Vaxivière (LMP2 Pro/Am), Adrien Chila, Alejandro García i Marcos Siebert (LMP3) oraz Alessio Picariello, Ryan Hardwick oraz Zacharie Robichon (LMGTE).
Mistrzostwa zespołów zostały wywalczone przez: Algarve Pro Racing (klasyfikacja ogólna oraz LMP2), AF Corse (LMP2 Pro/Am), COOL Racing (LMP3) oraz Proton Competition (LMGTE).

## Klasy
Prototypy
- Le Mans Prototype 2 (LMP2)
- Le Mans Prototype 2 Pro/Am (LMP2 Pro/Am)
- Le Mans Prototype 3 (LMP3)

Samochody GT
- Le Mans Grand Touring Endurance (LMGTE)

Był to pierwszy sezon, w którym LMP2 Pro/Am jest wyodrębniona jako oddzielna kategoria. Sezon ten był ostatnim dla klasy LMGTE, która zostanie zastąpiona przez kategorię LMGT3 bazującą na autach FIA GT3.

## Zmiany regulaminowe
Auta zgłoszone w klasie LMP2 Pro/Am otrzymały dodatkową sesję kwalifikacyjną, w trakcie której każde auto musiało być kwalifikowane przez kierowcę z brązową kategorią. Wszystkie sesje kwalifikacyjne zostały przedłużone z 10 minut do 15.
Liczba dostępnych mieszanek opon w klasie LMP2 została zmniejszona do jednej, zarówno opon na suchy tor jak i opon deszczowych.
Od tego sezonu zakazane było korzystanie z urządzeń do ogrzewania opon.
Procedura neutralizacji Full Course Yellow uległa zmianie. Po komunikacie "Prepare for FCY" zamykano aleję serwisową. Wyjazd z niej pozostawał otwarty.
Zmieniony został także przydział automatycznych zaproszeń na wyścig Le Mans w 2024 roku. W kategorii LMP2 zaproszenia otrzymały zespoły, które zdobyły mistrzostwo. W klasach LMP3 oraz LMGTE jedynie mistrzowskie zespoły otrzymały zaproszenia na wyścig. Od tego sezonu mistrz klasyfikacji LMP2 Pro/Am również otrzymał zaproszenie na Le Mans.

## Kalendarz
Kalendarz został ogłoszony 22 września 2022 roku. Motorland Aragón po raz pierwszy zorganizuje wyścig ELMS. Wyścig ten będzie wyścigiem nocnym. 5 października ogłoszono przesunięcie rundy na torze Algarve żeby wyeliminować konflikt terminarzy z wyścigiem Petit Le Mans. 13 marca 2023 roku seria poinformowała, że wyścig na torze Catalunya odbędzie się na nitce bez ostatniej szykany. 11 kwietnia wyścig 4 Hours of Imola został przełożony na nieokreślony termin z powodu przedłużających się prac remontowych na torze Imola. 14 kwietnia seria ogłosiła odwołanie rundy na torze Imola i organizację dwóch wyścigów na portugalskim torze Algarve.
| Runda            | Wyścig                        | Tor                                | Lokalizacja           | Data            |
| ---------------- | ----------------------------- | ---------------------------------- | --------------------- | --------------- |
| 1                | 4 Hours of Barcelona          | Circuit de Barcelona-Catalunya     | Montmeló, Hiszpania   | 23 kwietnia     |
| 2                | 4 Hours of Le Castellet       | Circuit Paul Ricard                | Le Castellet, Francja | 16 lipca        |
| 3                | 4 Hours of Aragón             | Motorland Aragón                   | Alcañiz, Hiszpania    | 26 sierpnia     |
| 4                | 4 Hours of Spa-Francorchamps  | Circuit de Spa-Francorchamps       | Stavelot, Belgia      | 24 września     |
| 5                | 4 Hours of Algarve            | Autódromo Internacional do Algarve | Portimão, Portugalia  | 20 października |
| 6                | 4 Hours of Portimão           | Autódromo Internacional do Algarve | Portimão, Portugalia  | 22 października |
| Odwołane         |                               |                                    |                       |                 |
|                  | Wyścig                        | Tor                                | Lokalizacja           | Planowana data  |
| 4 Hours of Imola | Autodromo Enzo e Dino Ferrari | Imola, Włochy                      | 7 maja                |                 |

## Lista startowa
Lista zespołów zgłoszonych na pełny sezon została przedstawiona 6 lutego.

### LMP2
Wszystkie samochody w klasie LMP2 korzystały z silników Gibson GK 428 V8 oraz opon Goodyear.
| Zespół                    | Samochód | Nr | Kierowcy            | Rundy     | Źródła                      |
| ------------------------- | -------- | -- | ------------------- | --------- | --------------------------- |
| United Autosports USA     | Oreca 07 | 22 | Philip Hanson       | Wszystkie | [ 14 ] [ 15 ]               |
| United Autosports USA     | Oreca 07 | 22 | Oliver Jarvis       | Wszystkie | [ 14 ] [ 15 ]               |
| United Autosports USA     | Oreca 07 | 22 | Marino Satō         | Wszystkie | [ 14 ] [ 15 ]               |
| Algarve Pro Racing        | Oreca 07 | 25 | James Allen         | Wszystkie | [ 16 ]                      |
| Algarve Pro Racing        | Oreca 07 | 25 | Alexander Lynn      | Wszystkie | [ 16 ]                      |
| Algarve Pro Racing        | Oreca 07 | 25 | Kyffin Simpson      | Wszystkie | [ 16 ]                      |
| IDEC Sport                | Oreca 07 | 28 | Paul-Loup Chatin    | Wszystkie | [ 17 ]                      |
| IDEC Sport                | Oreca 07 | 28 | Laurents Hörr       | Wszystkie | [ 17 ]                      |
| IDEC Sport                | Oreca 07 | 28 | Paul Lafargue       | Wszystkie | [ 17 ]                      |
| Duqueine Team             | Oreca 07 | 30 | René Binder         | Wszystkie | [ 18 ]                      |
| Duqueine Team             | Oreca 07 | 30 | Neel Jani           | Wszystkie | [ 18 ]                      |
| Duqueine Team             | Oreca 07 | 30 | Nicolás Pino        | Wszystkie | [ 18 ]                      |
| Inter Europol Competition | Oreca 07 | 43 | Jonathan Aberdein   | Wszystkie | [ 16 ] [ 19 ]               |
| Inter Europol Competition | Oreca 07 | 43 | Rui Andrade         | Wszystkie | [ 16 ] [ 19 ]               |
| Inter Europol Competition | Oreca 07 | 43 | Olli Caldwell       | Wszystkie | [ 16 ] [ 19 ]               |
| Cool Racing               | Oreca 07 | 47 | Reshad de Gerus     | Wszystkie | [ 20 ] [ 21 ] [ 22 ] [ 23 ] |
| Cool Racing               | Oreca 07 | 47 | José María López    | Wszystkie | [ 20 ] [ 21 ] [ 22 ] [ 23 ] |
| Cool Racing               | Oreca 07 | 47 | Władisław Łomko     | Wszystkie | [ 20 ] [ 21 ] [ 22 ] [ 23 ] |
| Panis Racing              | Oreca 07 | 65 | Tijmen van der Helm | Wszystkie | [ 16 ] [ 24 ]               |
| Panis Racing              | Oreca 07 | 65 | Manuel Maldonado    | Wszystkie | [ 16 ] [ 24 ]               |
| Panis Racing              | Oreca 07 | 65 | Job van Uitert      | Wszystkie | [ 16 ] [ 24 ]               |
| Listy startowe            |          |    |                     |           |                             |

### LMP2 Pro/Am
Wszystkie samochody w klasie LMP2 Pro/Am korzystały z silników Gibson GK 428 V8 oraz opon Goodyear. Każda załoga LMP2 Pro/Am musiała mieć w składzie kierowcę brązowej kategorii.
| Zespół                | Samochód | Nr | Kierowcy             | Rundy     | Źródła                             |
| --------------------- | -------- | -- | -------------------- | --------- | ---------------------------------- |
| DKR Engineering       | Oreca 07 | 3  | Sebastián Álvarez    | Wszystkie | [ 16 ]                             |
| DKR Engineering       | Oreca 07 | 3  | Nathanaël Berthon    | Wszystkie | [ 16 ]                             |
| DKR Engineering       | Oreca 07 | 3  | Tom van Rompuy       | 1–2, 4–6  | [ 16 ]                             |
| DKR Engineering       | Oreca 07 | 3  | Andreas Laskaratos   | 3         | [ 16 ]                             |
| Team Virage           | Oreca 07 | 19 | Tatiana Calderón     | Wszystkie | [ 31 ] [ 16 ] [ 32 ] [ 33 ] [ 34 ] |
| Team Virage           | Oreca 07 | 19 | Ian Rodríguez        | Wszystkie | [ 31 ] [ 16 ] [ 32 ] [ 33 ] [ 34 ] |
| Team Virage           | Oreca 07 | 19 | Alexander Mattschull | 2–6       | [ 31 ] [ 16 ] [ 32 ] [ 33 ] [ 34 ] |
| Team Virage           | Oreca 07 | 19 | Dennis Andersen      | 1         | [ 31 ] [ 16 ] [ 32 ] [ 33 ] [ 34 ] |
| Algarve Pro Racing    | Oreca 07 | 20 | Fred Poordad         | Wszystkie | [ 16 ] [ 35 ] [ 36 ]               |
| Algarve Pro Racing    | Oreca 07 | 20 | Tristan Vautier      | Wszystkie | [ 16 ] [ 35 ] [ 36 ]               |
| Algarve Pro Racing    | Oreca 07 | 20 | Jack Hawksworth      | 1–2, 5–6  | [ 16 ] [ 35 ] [ 36 ]               |
| Algarve Pro Racing    | Oreca 07 | 20 | Bent Viscaal         | 3–4       | [ 16 ] [ 35 ] [ 36 ]               |
| United Autosports USA | Oreca 07 | 21 | Andy Meyrick         | Wszystkie | [ 37 ] [ 35 ]                      |
| United Autosports USA | Oreca 07 | 21 | Daniel Schneider     | Wszystkie | [ 37 ] [ 35 ]                      |
| United Autosports USA | Oreca 07 | 21 | Nelson Piquet Jr.    | 1–2, 4–6  | [ 37 ] [ 35 ]                      |
| United Autosports USA | Oreca 07 | 21 | Filipe Albuquerque   | 3         | [ 37 ] [ 35 ]                      |
| United Autosports USA | Oreca 07 | 23 | Paul di Resta        | 1–2       | [ 14 ]                             |
| United Autosports USA | Oreca 07 | 23 | James McGuire        | 1–2       | [ 14 ]                             |
| United Autosports USA | Oreca 07 | 23 | Guy Smith            | 1–2       | [ 14 ]                             |
| Nielsen Racing        | Oreca 07 | 24 | Mathias Beche        | Wszystkie | [ 16 ]                             |
| Nielsen Racing        | Oreca 07 | 24 | Ben Hanley           | Wszystkie | [ 16 ]                             |
| Nielsen Racing        | Oreca 07 | 24 | Rodrigo Sales        | Wszystkie | [ 16 ]                             |
| Racing Team Turkey    | Oreca 07 | 34 | Louis Delétraz       | Wszystkie | [ 38 ]                             |
| Racing Team Turkey    | Oreca 07 | 34 | Charlie Eastwood     | Wszystkie | [ 38 ]                             |
| Racing Team Turkey    | Oreca 07 | 34 | Salih Yoluç          | Wszystkie | [ 38 ]                             |
| Cool Racing           | Oreca 07 | 37 | Alexandre Coigny     | Wszystkie | [ 20 ] [ 21 ]                      |
| Cool Racing           | Oreca 07 | 37 | Malthe Jakobsen      | Wszystkie | [ 20 ] [ 21 ]                      |
| Cool Racing           | Oreca 07 | 37 | Nicolas Lapierre     | Wszystkie | [ 20 ] [ 21 ]                      |
| DragonSpeed USA       | Oreca 07 | 81 | Henrik Hedman        | Wszystkie | [ 39 ] [ 16 ]                      |
| DragonSpeed USA       | Oreca 07 | 81 | Juan Pablo Montoya   | Wszystkie | [ 39 ] [ 16 ]                      |
| DragonSpeed USA       | Oreca 07 | 81 | Sebastián Montoya    | Wszystkie | [ 39 ] [ 16 ]                      |
| AF Corse              | Oreca 07 | 83 | François Perrodo     | Wszystkie | [ 40 ] [ 35 ] [ 36 ]               |
| AF Corse              | Oreca 07 | 83 | Matthieu Vaxivière   | Wszystkie | [ 40 ] [ 35 ] [ 36 ]               |
| AF Corse              | Oreca 07 | 83 | Ben Barnicoat        | 1–2, 5–6  | [ 40 ] [ 35 ] [ 36 ]               |
| AF Corse              | Oreca 07 | 83 | Alessio Rovera       | 3–4       | [ 40 ] [ 35 ] [ 36 ]               |
| Proton Competition    | Oreca 07 | 99 | Jonas Ried           | Wszystkie | [ 41 ] [ 16 ] [ 42 ]               |
| Proton Competition    | Oreca 07 | 99 | Giorgio Roda         | Wszystkie | [ 41 ] [ 16 ] [ 42 ]               |
| Proton Competition    | Oreca 07 | 99 | Gianmaria Bruni      | 1–4       | [ 41 ] [ 16 ] [ 42 ]               |
| Proton Competition    | Oreca 07 | 99 | Bent Viscaal         | 5–6       | [ 41 ] [ 16 ] [ 42 ]               |
| Listy startowe        |          |    |                      |           |                                    |

### LMP3
Zgodnie z regulacjami LMP3 z 2020 roku wszystkie prototypy LMP3 korzystały z silników Nissan VK56 oraz opon Michelin.
| Zespół                    | Samochód           | Nr | Kierowcy              | Rundy     | Źródła               |
| ------------------------- | ------------------ | -- | --------------------- | --------- | -------------------- |
| DKR Engineering           | Duqueine M30 – D08 | 4  | Alexander Bukhantsov  | Wszystkie | [ 16 ]               |
| DKR Engineering           | Duqueine M30 – D08 | 4  | Pedro Perino          | Wszystkie | [ 16 ]               |
| DKR Engineering           | Duqueine M30 – D08 | 4  | James Winslow         | Wszystkie | [ 16 ]               |
| RLR M Sport               | Ligier JS P320     | 5  | James Dayson          | Wszystkie | [ 16 ]               |
| RLR M Sport               | Ligier JS P320     | 5  | Valdemar Eriksen      | Wszystkie | [ 16 ]               |
| RLR M Sport               | Ligier JS P320     | 5  | Jack Manchester       | Wszystkie | [ 16 ]               |
| RLR M Sport               | Ligier JS P320     | 15 | Horst Felbermayr Jr   | Wszystkie | [ 16 ]               |
| RLR M Sport               | Ligier JS P320     | 15 | Gael Julien           | Wszystkie | [ 16 ]               |
| RLR M Sport               | Ligier JS P320     | 15 | Mateusz Kaprzyk       | Wszystkie | [ 16 ]               |
| Nielsen Racing            | Ligier JS P320     | 7  | Ryan Harper-Ellam     | Wszystkie | [ 16 ]               |
| Nielsen Racing            | Ligier JS P320     | 7  | Anthony Wells         | Wszystkie | [ 16 ]               |
| Team Virage               | Ligier JS P320     | 8  | Nick Adcock           | Wszystkie | [ 16 ]               |
| Team Virage               | Ligier JS P320     | 8  | Manuel Espirito Santo | Wszystkie | [ 16 ]               |
| Team Virage               | Ligier JS P320     | 8  | Michael Jensen        | Wszystkie | [ 16 ]               |
| EuroInternational         | Ligier JS P320     | 10 | Glenn van Berlo       | 1–3       | [ 44 ] [ 16 ] [ 45 ] |
| EuroInternational         | Ligier JS P320     | 10 | Matthias Lüthen       | 2–3       | [ 44 ] [ 16 ] [ 45 ] |
| EuroInternational         | Ligier JS P320     | 10 | Nick Moss             | 1         | [ 44 ] [ 16 ] [ 45 ] |
| EuroInternational         | Ligier JS P320     | 10 | François Heriau       | 4         | [ 44 ] [ 16 ] [ 45 ] |
| EuroInternational         | Ligier JS P320     | 11 | Adam Ali              | Wszystkie | [ 44 ] [ 16 ]        |
| EuroInternational         | Ligier JS P320     | 11 | Matthew Richard Bell  | Wszystkie | [ 44 ] [ 16 ]        |
| WTM by Rinaldi Racing     | Duqueine M30 – D08 | 12 | Torsten Kratz         | Wszystkie | [ 16 ]               |
| WTM by Rinaldi Racing     | Duqueine M30 – D08 | 12 | Oscar Tunjo           | Wszystkie | [ 16 ]               |
| WTM by Rinaldi Racing     | Duqueine M30 – D08 | 12 | Leonard Weiss         | Wszystkie | [ 16 ]               |
| Inter Europol Competition | Ligier JS P320     | 13 | Kai Askey             | Wszystkie | [ 16 ] [ 19 ]        |
| Inter Europol Competition | Ligier JS P320     | 13 | Wyatt Brichacek       | Wszystkie | [ 16 ] [ 19 ]        |
| Inter Europol Competition | Ligier JS P320     | 13 | Miguel Cristóvão      | Wszystkie | [ 16 ] [ 19 ]        |
| Cool Racing               | Ligier JS P320     | 17 | Adrien Chila          | Wszystkie | [ 46 ]               |
| Cool Racing               | Ligier JS P320     | 17 | Alex García           | Wszystkie | [ 46 ]               |
| Cool Racing               | Ligier JS P320     | 17 | Marcos Siebert        | Wszystkie | [ 46 ]               |
| Racing Spirit of Léman    | Ligier JS P320     | 31 | Antoine Doquin        | Wszystkie | [ 16 ]               |
| Racing Spirit of Léman    | Ligier JS P320     | 31 | Jacques Wolff         | Wszystkie | [ 16 ]               |
| Racing Spirit of Léman    | Ligier JS P320     | 31 | Jean-Ludovic Foubert  | 2–6       | [ 16 ]               |
| Racing Spirit of Léman    | Ligier JS P320     | 31 | Fabien Michal         | 1         | [ 16 ]               |
| Ultimate                  | Ligier JS P320     | 35 | Jean-Baptiste Lahaye  | Wszystkie | [ 16 ]               |
| Ultimate                  | Ligier JS P320     | 35 | Matthieu Lahaye       | Wszystkie | [ 16 ]               |
| Ultimate                  | Ligier JS P320     | 35 | Eric Trouillet        | Wszystkie | [ 16 ]               |
| Listy startowe            |                    |    |                       |           |                      |

### LMGTE
Wszystkie samochody korzystały z opon Goodyear.
| Zespół             | Samochód                 | Nr | Kierowcy            | Rundy     | Źródła               |
| ------------------ | ------------------------ | -- | ------------------- | --------- | -------------------- |
| Proton Competition | Porsche 911 RSR-19       | 16 | Ryan Hardwick       | Wszystkie | [ 47 ] [ 16 ]        |
| Proton Competition | Porsche 911 RSR-19       | 16 | Alessio Picariello  | Wszystkie | [ 47 ] [ 16 ]        |
| Proton Competition | Porsche 911 RSR-19       | 16 | Zacharie Robichon   | Wszystkie | [ 47 ] [ 16 ]        |
| Proton Competition | Porsche 911 RSR-19       | 77 | Julien Andlauer     | Wszystkie | [ 16 ]               |
| Proton Competition | Porsche 911 RSR-19       | 77 | Giammarco Levorato  | Wszystkie | [ 16 ]               |
| Proton Competition | Porsche 911 RSR-19       | 77 | Christian Ried      | Wszystkie | [ 16 ]               |
| Proton Competition | Porsche 911 RSR-19       | 93 | Michael Fassbender  | Wszystkie | [ 16 ]               |
| Proton Competition | Porsche 911 RSR-19       | 93 | Richard Lietz       | Wszystkie | [ 16 ]               |
| Proton Competition | Porsche 911 RSR-19       | 93 | Martin Rump         | Wszystkie | [ 16 ]               |
| GMB Motorsport     | Aston Martin Vantage AMR | 44 | Gustav Birch        | Wszystkie | [ 48 ] [ 16 ] [ 49 ] |
| GMB Motorsport     | Aston Martin Vantage AMR | 44 | Jens Reno Møller    | Wszystkie | [ 48 ] [ 16 ] [ 49 ] |
| GMB Motorsport     | Aston Martin Vantage AMR | 44 | Nicki Thiim         | Wszystkie | [ 48 ] [ 16 ] [ 49 ] |
| Formula Racing     | Ferrari 488 GTE Evo      | 50 | Conrad Laursen      | Wszystkie | [ 16 ]               |
| Formula Racing     | Ferrari 488 GTE Evo      | 50 | Johnny Laursen      | Wszystkie | [ 16 ]               |
| Formula Racing     | Ferrari 488 GTE Evo      | 50 | Nicklas Nielsen     | 2–6       | [ 16 ]               |
| Formula Racing     | Ferrari 488 GTE Evo      | 50 | Mikkel Mac          | 1         | [ 16 ]               |
| AF Corse           | Ferrari 488 GTE Evo      | 51 | Rui Águas           | Wszystkie | [ 16 ]               |
| AF Corse           | Ferrari 488 GTE Evo      | 51 | Kriton Lentoudis    | Wszystkie | [ 16 ]               |
| AF Corse           | Ferrari 488 GTE Evo      | 51 | Ulysse de Pauw      | Wszystkie | [ 16 ]               |
| Spirit of Race     | Ferrari 488 GTE Evo      | 55 | Duncan Cameron      | Wszystkie | [ 16 ]               |
| Spirit of Race     | Ferrari 488 GTE Evo      | 55 | Matthew Griffin     | Wszystkie | [ 16 ]               |
| Spirit of Race     | Ferrari 488 GTE Evo      | 55 | David Perel         | Wszystkie | [ 16 ]               |
| Kessel Racing      | Ferrari 488 GTE Evo      | 57 | Gregory Huffaker II | Wszystkie | [ 16 ] [ 45 ]        |
| Kessel Racing      | Ferrari 488 GTE Evo      | 57 | Takeshi Kimura      | Wszystkie | [ 16 ] [ 45 ]        |
| Kessel Racing      | Ferrari 488 GTE Evo      | 57 | Daniel Serra        | 4–6       | [ 16 ] [ 45 ]        |
| Kessel Racing      | Ferrari 488 GTE Evo      | 57 | Frederik Schandorff | 1–2       | [ 16 ] [ 45 ]        |
| Kessel Racing      | Ferrari 488 GTE Evo      | 57 | Davide Rigon        | 3         | [ 16 ] [ 45 ]        |
| Iron Lynx          | Porsche 911 RSR-19       | 60 | Matteo Cairoli      | Wszystkie | [ 16 ] [ 50 ]        |
| Iron Lynx          | Porsche 911 RSR-19       | 60 | Matteo Cressoni     | Wszystkie | [ 16 ] [ 50 ]        |
| Iron Lynx          | Porsche 911 RSR-19       | 60 | Claudio Schiavoni   | Wszystkie | [ 16 ] [ 50 ]        |
| JMW Motorsport     | Ferrari 488 GTE Evo      | 66 | Martin Berry        | Wszystkie | [ 16 ]               |
| JMW Motorsport     | Ferrari 488 GTE Evo      | 66 | Lorcan Hanafin      | Wszystkie | [ 16 ]               |
| JMW Motorsport     | Ferrari 488 GTE Evo      | 66 | Jon Lancaster       | Wszystkie | [ 16 ]               |
| TF Sport           | Aston Martin Vantage AMR | 72 | Valentin Hasse-Clot | Wszystkie | [ 51 ] [ 16 ]        |
| TF Sport           | Aston Martin Vantage AMR | 72 | Arnold Robin        | Wszystkie | [ 51 ] [ 16 ]        |
| TF Sport           | Aston Martin Vantage AMR | 72 | Maxime Robin        | Wszystkie | [ 51 ] [ 16 ]        |
| TF Sport           | Aston Martin Vantage AMR | 95 | Jonathan Adam       | Wszystkie | [ 52 ] [ 16 ]        |
| TF Sport           | Aston Martin Vantage AMR | 95 | John Hartshorne     | Wszystkie | [ 52 ] [ 16 ]        |
| TF Sport           | Aston Martin Vantage AMR | 95 | Ben Tuck            | Wszystkie | [ 52 ] [ 16 ]        |
| Listy startowe     |                          |    |                     |           |                      |

## Wyniki
Pogrubienie oznacza zwycięzców wyścigu bez podziału na kategorie.
| Runda | Tor         | Pole position                                    | Zwycięzcy LMP2                            | Zwycięzcy LMP2 Pro/Am                              | Zwycięzcy LMP3                                    | Zwycięzcy LMGTE                                    | Wyniki             |
| ----- | ----------- | ------------------------------------------------ | ----------------------------------------- | -------------------------------------------------- | ------------------------------------------------- | -------------------------------------------------- | ------------------ |
| 1     | Catalunya   | #47 COOL Racing                                  | #30 Duqueine Team                         | #34 Racing Team Turkey                             | #17 COOL Racing                                   | #16 Proton Competition                             | Wyniki szczegółowe |
| 1     | Catalunya   | Władisław Łomko Reshad de Gerus José María López | Nicolas Pino René Binder Neel Jani        | Salih Yoluç Charlie Eastwood Louis Delétraz        | Adrien Chila Marcos Siebert Alex García           | Ryan Hardwick Zacharie Robichon Alessio Picariello | Wyniki szczegółowe |
| 2     | Paul Ricard | #47 COOL Racing                                  | #25 Algarve Pro Racing                    | #34 Racing Team Turkey                             | #31 Racing Spirit of Léman                        | #77 Proton Competition                             | Wyniki szczegółowe |
| 2     | Paul Ricard | Władisław Łomko Reshad de Gerus José María López | Kyffin Simpson James Allen Alexander Lynn | Salih Yoluç Charlie Eastwood Louis Delétraz        | Jacques Wolff Jean-Ludovic Foubert Antoine Doquin | Christian Ried Giammarco Levorato Julien Andlauer  | Wyniki szczegółowe |
| 3     | Aragón      | #22 United Autosports USA                        | #22 United Autosports USA                 | #83 AF Corse                                       | #17 COOL Racing                                   | #57 Kessel Racing                                  | Wyniki szczegółowe |
| 3     | Aragón      | Philip Hanson Oliver Jarvis Marino Satō          | Philip Hanson Oliver Jarvis Marino Satō   | François Perrodo Matthieu Vaxivière Alessio Rovera | Adrien Chila Marcos Siebert Alex García           | Takeshi Kimura Gregory Huffaker II Davide Rigon    | Wyniki szczegółowe |
| 4     | Spa         | #25 Algarve Pro Racing                           | #25 Algarve Pro Racing                    | #37 COOL Racing                                    | #17 COOL Racing                                   | #60 Iron Lynx                                      | Wyniki szczegółowe |
| 4     | Spa         | Kyffin Simpson James Allen Alexander Lynn        | Kyffin Simpson James Allen Alexander Lynn | Alexandre Coigny Malthe Jakobsen Nicolas Lapierre  | Adrien Chila Marcos Siebert Alejandro García      | Claudio Schiavoni Matteo Cressoni Matteo Cairoli   | Wyniki szczegółowe |
| 5     | Algarve     | #25 Algarve Pro Racing                           | #22 United Autosports USA                 | #37 COOL Racing                                    | #12 WTM by Rinaldi Racing                         | #77 Proton Competition                             | Wyniki szczegółowe |
| 5     | Algarve     | Kyffin Simpson James Allen Alexander Lynn        | Philip Hanson Oliver Jarvis Marino Satō   | Alexandre Coigny Malthe Jakobsen Nicolas Lapierre  | Torsten Kratz Leonard Weiss Oscar Tunjo           | Christian Ried Giammarco Levorato Julien Andlauer  | Wyniki szczegółowe |
| 6     | Algarve     | #28 IDEC Sport                                   | #22 United Autosports USA                 | #83 AF Corse                                       | #11 Eurointernational                             | #16 Proton Competition                             | Wyniki szczegółowe |
| 6     | Algarve     | Paul Lafargue Paul-Loup Chatin Laurents Hörr     | Philip Hanson Oliver Jarvis Marino Satō   | François Perrodo Matthieu Vaxivière Ben Barnicoat  | Matthew Richard Bell Adam Ali                     | Ryan Hardwick Zacharie Robichon Alessio Picariello | Wyniki szczegółowe |

## Klasyfikacje
| Pozycja | 1  | 2  | 3  | 4  | 5  | 6 | 7 | 8 | 9 | 10 | PP |
| ------- | -- | -- | -- | -- | -- | - | - | - | - | -- | -- |
| Punkty  | 25 | 18 | 15 | 12 | 10 | 8 | 6 | 4 | 2 | 1  | 1  |

### Ogólna

#### Kierowcy
W tabeli ujęto jedynie kierowców, którzy zdobyli przynajmniej 6 punktów.
| Poz.    | Kierowca                                            | BAR | LEC | ARA | SPA | ALG | POR | Punkty |
| ------- | --------------------------------------------------- | --- | --- | --- | --- | --- | --- | ------ |
| 1       | Alexander Lynn James Allen Kyffin Simpson           | 8   | 1   | 3   | 1   | 2   | 2   | 107    |
| 2       | Marino Satō Oliver Jarvis Philip Hanson             | 10  | 12  | 1   | 13  | 1   | 1   | 77     |
| 3       | Charlie Eastwood Louis Delétraz Salih Yoluç         | 1   | 3   | 26  | 3   | 12  | 7   | 65     |
| 4       | Job van Uitert Manuel Maldonado Tijmen van der Helm | 5   | 8   | 4   | 8   | 3   | 3   | 60     |
| 5       | Alexandre Coigny Malthe Jakobsen Nicolas Lapierre   | 4   | 7   | NS  | 2   | 6   | 5   | 54     |
| 6       | François Perrodo Matthieu Vaxivière                 | 3   | 9   | 5   | 5   | 8   | 4   | 53     |
| 7       | Neel Jani Nicolás Pino René Binder                  | 2   | 2   | 8   | 28  | 10  | 1   | 51     |
| 8       | José María López Reshad de Gerus Władisław Łomko    | 7   | 5   | 6   | 9   | 4   | 15  | 40     |
| 9       | Laurents Hörr Paul Lafargue Paul-Loup Chatin        | 6   | 6   | 2   | 12  | 9   | 14  | 37     |
| 10      | Ben Barnicoat                                       | 3   | 9   | –   | –   | 8   | 4   | 33     |
| 11      | Ben Hanley Mathias Beche Rodrigo Sales              | 9   | 10  | 7   | NS  | 7   | 6   | 23     |
| 12      | Alessio Rovera                                      | –   | –   | 5   | 5   | –   | –   | 20     |
| 13      | Jonathan Aberdein Olli Caldwell Rui Andrade         | NS  | 4   | NS  | NS  | 37  | 8   | 16     |
| 14      | Andrew Meyrick Daniel Schneider                     | 16  | 11  | 9   | 4   | 10  | 21  | 15     |
| 15      | Nelson Piquet Jr.                                   | 16  | 11  | –   | 4   | 10  | 21  | 13     |
| 16      | Ian Rodríguez Tatiana Calderón                      | 15  | NS  | 13  | 6   | 15  | 37  | 9      |
| 16      | Alexander Mattschull                                | –   | NS  | 13  | 6   | 15  | 37  | 9      |
| 17      | Bent Viscaal                                        | –   | –   | 10  | 7   | NS  | 12  | 8      |
| 18      | Fred Poordad Tristan Vautier                        | 14  | 15  | 10  | 7   | 13  | 13  | 7      |
| Źródło: |                                                     |     |     |     |     |     |     |        |

| Legenda     | Legenda                  |
| Oznaczenie  | Wyjaśnienie              |
| ----------- | ------------------------ |
| Złoty       | Zwycięstwo               |
| Srebrny     | 2. miejsce               |
| Brązowy     | 3. miejsce               |
| Zielony     | Miejsce punktowane       |
| Niebieski   | Miejsce niepunktowane    |
| Niebieski   | Niesklasyfikowany (NS)   |
| Różowy      | Nie ukończył (NU)        |
| Czarny      | Zdyskwalifikowany (DK)   |
| Czarny      | Wykluczony (WYK)         |
| Biały       | Nie wystartował (NW)     |
| Biały       | Wyścig odwołany (OD)     |
| Bez koloru  | Wycofany (WYC)           |
| Bez koloru  | Nie został zgłoszony (–) |
| Pogrubienie | Pole position            |

#### Zespoły
W tabeli ujęto pierwsze 20 miejsc.
| Poz.    | Zespół                        | BAR | LEC | ARA | SPA | ALG | POR | Punkty |
| ------- | ----------------------------- | --- | --- | --- | --- | --- | --- | ------ |
| 1       | #25 Algarve Pro Racing        | 8   | 1   | 3   | 1   | 2   | 2   | 107    |
| 2       | #22 United Autosports USA     | 10  | 12  | 1   | 13  | 1   | 1   | 77     |
| 3       | #34 Racing Team Turkey        | 1   | 3   | 26  | 3   | 12  | 7   | 65     |
| 4       | #65 Panis Racing              | 5   | 8   | 4   | 8   | 3   | 3   | 60     |
| 5       | #37 COOL Racing               | 4   | 7   | NS  | 2   | 6   | 5   | 54     |
| 6       | #83 AF Corse                  | 3   | 9   | 5   | 5   | 8   | 4   | 53     |
| 7       | #30 Duqueine Team             | 2   | 2   | 8   | 28  | 10  | 1   | 51     |
| 8       | #47 COOL Racing               | 7   | 5   | 6   | 9   | 4   | 15  | 40     |
| 9       | #28 IDEC Sport                | 6   | 6   | 2   | 12  | 9   | 14  | 37     |
| 10      | #24 Nielsen Racing            | 9   | 10  | 7   | NS  | 7   | 6   | 23     |
| 11      | #43 Inter Europol Competition | NS  | 4   | NS  | NS  | 37  | 8   | 16     |
| 12      | #21 United Autosports USA     | 16  | 11  | 9   | 4   | 10  | 21  | 15     |
| 13      | #19 Team Virage               | 15  | NS  | 13  | 6   | 15  | 37  | 9      |
| 14      | #20 Algarve Pro Racing        | 14  | 15  | 10  | 7   | 13  | 13  | 7      |
| 15      | #81 DragonSpeed USA           | 13  | 14  | 14  | 10  | 11  | 9   | 3      |
| 16      | #66 JMW Motorsport            | 28  | 34  | 23  | NS  | 34  | 27  | 2      |
| 17      | #8 Team Virage                | 25  | 25  | NS  | 19  | NS  | 23  | 2      |
| 18      | #16 Proton Competition        | 26  | 37  | 20  | 22  | 23  | 20  | 2      |
| 19      | #17 COOL Racing               | 18  | 20  | 16  | 14  | 19  | 17  | 1      |
| 20      | #12 WTM by Rinaldi Racing     | NS  | 19  | 17  | WYK | 16  | 35  | 1      |
| 20      | #77 Proton Competition        | NS  | 29  | 22  | 27  | 22  | 22  | 1      |
| Źródło: |                               |     |     |     |     |     |     |        |

### LMP2

#### Kierowcy
| Poz.    | Kierowca                                            | BAR | LEC | ARA | SPA | ALG | POR | Punkty |
| ------- | --------------------------------------------------- | --- | --- | --- | --- | --- | --- | ------ |
| 1       | Alexander Lynn James Allen Kyffin Simpson           | 5   | 1   | 3   | 1   | 2   | 2   | 113    |
| 2       | Marino Satō Oliver Jarvis Philip Hanson             | 6   | 7   | 1   | 5   | 1   | 1   | 100    |
| 3       | Job van Uitert Manuel Maldonado Tijmen van der Helm | 2   | 6   | 4   | 2   | 3   | 3   | 86     |
| 4       | Neel Jani Nicolas Pino René Binder                  | 1   | 2   | 6   | 6   | 5   | 5   | 79     |
| 5       | Laurents Hörr Paul Lafargue Paul-Loup Chatin        | 3   | 5   | 2   | 4   | 6   | 6   | 72     |
| 6       | José María López Reshad de Gerus Władisław Łomko    | 4   | 4   | 5   | 3   | 4   | 7   | 69     |
| 7       | Jonathan Aberdein Olli Caldwell Rui Andrade         | NS  | 3   | NS  | NS  | 7   | 4   | 33     |
| Źródło: |                                                     |     |     |     |     |     |     |        |

| Legenda     | Legenda                  |
| Oznaczenie  | Wyjaśnienie              |
| ----------- | ------------------------ |
| Złoty       | Zwycięstwo               |
| Srebrny     | 2. miejsce               |
| Brązowy     | 3. miejsce               |
| Zielony     | Miejsce punktowane       |
| Niebieski   | Miejsce niepunktowane    |
| Niebieski   | Niesklasyfikowany (NS)   |
| Różowy      | Nie ukończył (NU)        |
| Czarny      | Zdyskwalifikowany (DK)   |
| Czarny      | Wykluczony (WYK)         |
| Biały       | Nie wystartował (NW)     |
| Biały       | Wyścig odwołany (OD)     |
| Bez koloru  | Wycofany (WYC)           |
| Bez koloru  | Nie został zgłoszony (–) |
| Pogrubienie | Pole position            |

#### Zespoły
Zespoły Algarve Pro Racing i United Autosports USA wywalczyły automatyczne zaproszenia na wyścig Le Mans w 2024 roku.
| Poz.    | Zespół                        | BAR | LEC | ARA | SPA | ALG | POR | Punkty |
| ------- | ----------------------------- | --- | --- | --- | --- | --- | --- | ------ |
| 1       | #25 Algarve Pro Racing        | 5   | 1   | 3   | 1   | 2   | 2   | 113    |
| 2       | #22 United Autosports USA     | 6   | 7   | 1   | 5   | 1   | 1   | 100    |
| 3       | #65 Panis Racing              | 2   | 6   | 4   | 2   | 3   | 3   | 86     |
| 4       | #30 Duqueine Team             | 1   | 2   | 6   | 6   | 5   | 5   | 79     |
| 5       | #28 IDEC Sport                | 3   | 5   | 2   | 4   | 6   | 6   | 72     |
| 6       | #47 COOL Racing               | 4   | 4   | 5   | 3   | 4   | 7   | 69     |
| 7       | #43 Inter Europol Competition | NS  | 3   | NS  | NS  | 7   | 4   | 33     |
| Źródło: |                               |     |     |     |     |     |     |        |

### LMP2 Pro/Am

#### Kierowcy
W tabeli ujęto pierwsze 20 miejsc.
| Poz.    | Kierowca                                           | BAR | LEC | ARA | SPA | ALG | POR | Punkty |
| ------- | -------------------------------------------------- | --- | --- | --- | --- | --- | --- | ------ |
| 1       | François Perrodo Matthieu Vaxivière                | 2   | 3   | 1   | 4   | 3   | 1   | 110    |
| 2       | Alexandre Coigny Malthe Jakobsen Nicolas Lapierre  | 3   | 2   | NS  | 1   | 1   | 2   | 101    |
| 3       | Charlie Eastwood Louis Delétraz Salih Yoluç        | 1   | 1   | 9   | 2   | 6   | 4   | 94     |
| 4       | Ben Hanley Mathias Beche Rodrigo Sales             | 4   | 4   | 2   | NS  | 2   | 3   | 75     |
| 5       | Ben Barnicoat                                      | 2   | 3   | –   | –   | 3   | 1   | 73     |
| 6       | Andrew Meyrick Daniel Schneider                    | 10  | 5   | 3   | 3   | 4   | 9   | 55     |
| 7       | Henrik Hedman Juan Pablo Montoya Sebastián Montoya | 7   | 7   | 7   | 7   | 5   | 5   | 44     |
| 8       | Nelson Piquet Jr.                                  | 10  | 5   | –   | 3   | 4   | 9   | 40     |
| 9       | Fred Poordad Tristan Vautier                       | 8   | 8   | 4   | 6   | 7   | 8   | 38     |
| 10      | Alessio Rovera                                     | –   | –   | 1   | 4   | –   | –   | 37     |
| 11      | Giorgio Roda Jonas Ried                            | 6   | 6   | 5   | NS  | NS  | 7   | 33     |
| 12      | Nathanaël Berthon Sebastián Álvarez                | 5   | 9   | 8   | 8   | 8   | 6   | 32     |
| 13      | Tom van Rompuy                                     | 5   | 9   | –   | 8   | 8   | 6   | 28     |
| 14      | Bent Viscaal                                       | –   | –   | 4   | 6   | NS  | 7   | 27     |
| 15      | Gianmaria Bruni                                    | 6   | 6   | 5   | NS  | –   | –   | 26     |
| 16      | Ian Rodríguez Tatiana Calderón                     | 9   | NS  | 6   | 5   | 9   | 10  | 24     |
| 17      | Alexander Mattschull                               | –   | NS  | 6   | 5   | 9   | 10  | 22     |
| 18      | Jack Hawksworth                                    | 8   | 8   | –   | –   | 7   | 8   | 18     |
| 19      | Filipe Albuquerque                                 | –   | –   | 3   | –   | –   | –   | 15     |
| 20      | Andreas Laskaratos                                 | –   | –   | 8   | –   | –   | –   | 4      |
| Źródło: |                                                    |     |     |     |     |     |     |        |

| Legenda     | Legenda                  |
| Oznaczenie  | Wyjaśnienie              |
| ----------- | ------------------------ |
| Złoty       | Zwycięstwo               |
| Srebrny     | 2. miejsce               |
| Brązowy     | 3. miejsce               |
| Zielony     | Miejsce punktowane       |
| Niebieski   | Miejsce niepunktowane    |
| Niebieski   | Niesklasyfikowany (NS)   |
| Różowy      | Nie ukończył (NU)        |
| Czarny      | Zdyskwalifikowany (DK)   |
| Czarny      | Wykluczony (WYK)         |
| Biały       | Nie wystartował (NW)     |
| Biały       | Wyścig odwołany (OD)     |
| Bez koloru  | Wycofany (WYC)           |
| Bez koloru  | Nie został zgłoszony (–) |
| Pogrubienie | Pole position            |

#### Zespoły
Zespół AF Corse wywalczył automatyczne zaproszenie na wyścig Le Mans w 2024 roku.
| Poz.    | Zespół                    | BAR | LEC | ARA | SPA | ALG | POR | Punkty |
| ------- | ------------------------- | --- | --- | --- | --- | --- | --- | ------ |
| 1       | #83 AF Corse              | 2   | 3   | 1   | 4   | 3   | 1   | 110    |
| 2       | #37 COOL Racing           | 3   | 2   | NS  | 1   | 1   | 2   | 101    |
| 3       | #34 Racing Team Turkey    | 1   | 1   | 9   | 2   | 6   | 4   | 94     |
| 4       | #24 Nielsen Racing        | 4   | 4   | 2   | NS  | 2   | 3   | 75     |
| 5       | #21 United Autosports USA | 10  | 5   | 3   | 3   | 4   | 9   | 55     |
| 6       | #81 DragonSpeed USA       | 7   | 7   | 7   | 7   | 5   | 5   | 44     |
| 7       | #20 Algarve Pro Racing    | 8   | 8   | 4   | 6   | 7   | 8   | 38     |
| 8       | #99 Proton Competition    | 6   | 6   | 5   | NS  | NS  | 7   | 33     |
| 9       | #3 DKR Engineering        | 5   | 9   | 8   | 8   | 8   | 6   | 32     |
| 10      | #19 Team Virage           | 9   | NS  | 6   | 5   | 9   | 10  | 24     |
| 11      | #23 United Autosports USA | 11  | 10  | –   | –   | –   | –   | 1      |
| Źródło: |                           |     |     |     |     |     |     |        |

### LMP3

#### Kierowcy
| Poz.    | Kierowca                                            | BAR | LEC | ARA | SPA | ALG | POR | Punkty |
| ------- | --------------------------------------------------- | --- | --- | --- | --- | --- | --- | ------ |
| 1       | Adrien Chila Alejandro García Marcos Siebert        | 1   | 3   | 1   | 1   | 4   | 2   | 121    |
| 2       | Adam Ali Matthew Richard Bell                       | 4   | 7   | 5   | 3   | 9   | 1   | 70     |
| 3       | Leonard Weiss Oscar Tunjo Torsten Kratz             | NS  | 2   | 2   | WYK | 1   | 8   | 66     |
| 4       | Kai Askey Miguel Cristóvão Wyatt Brichacek          | 2   | 6   | NS  | 2   | NS  | 4   | 57     |
| 5       | Antoine Doquin Jacques Wolff                        | 3   | 1   | NS  | 8   | 8   | 7   | 54     |
| 6       | Alexander Bukhantsov James Winslow Pedro Perino     | 10  | 5   | 8   | 7   | 3   | 3   | 51     |
| 7       | Gael Julien Horst Felbermayr Jr. Mateusz Kaprzyk    | 9   | 4   | 4   | 6   | 6   | 6   | 51     |
| 8       | Jean-Ludovic Foubert                                | –   | 1   | NS  | 8   | 8   | 7   | 39     |
| 9       | Eric Trouillet Jean-Baptiste Lahaye Matthieu Lahaye | 7   | 12  | 3   | NS  | 2   | NS  | 39     |
| 10      | Jack Manchester James Dayson Valdemar Eriksen       | 6   | 9   | 7   | 4   | 5   | NS  | 38     |
| 11      | Manuel Espirito Santo Michael Jensen Nick Adcock    | 8   | 8   | NS  | 5   | NS  | 5   | 30     |
| 12      | Anthony Wells Ryan Harper-Ellam                     | 5   | 11  | 6   | NS  | 7   | NS  | 24     |
| 13      | Fabien Michal                                       | 3   | –   | –   | –   | –   | –   | 15     |
| 14      | Glenn van Berlo                                     | NS  | 10  | NS  | NS  | –   | –   | 1      |
| 15      | Matthias Lüthen                                     | –   | 10  | NS  | –   | –   | –   | 1      |
| 16      | Nick Moss                                           | NS  | –   | –   | –   | –   | –   | 0      |
| 17      | François Heriau                                     | –   | –   | –   | NS  | –   | –   | 0      |
| Źródło: |                                                     |     |     |     |     |     |     |        |

| Legenda     | Legenda                  |
| Oznaczenie  | Wyjaśnienie              |
| ----------- | ------------------------ |
| Złoty       | Zwycięstwo               |
| Srebrny     | 2. miejsce               |
| Brązowy     | 3. miejsce               |
| Zielony     | Miejsce punktowane       |
| Niebieski   | Miejsce niepunktowane    |
| Niebieski   | Niesklasyfikowany (NS)   |
| Różowy      | Nie ukończył (NU)        |
| Czarny      | Zdyskwalifikowany (DK)   |
| Czarny      | Wykluczony (WYK)         |
| Biały       | Nie wystartował (NW)     |
| Biały       | Wyścig odwołany (OD)     |
| Bez koloru  | Wycofany (WYC)           |
| Bez koloru  | Nie został zgłoszony (–) |
| Pogrubienie | Pole position            |

#### Zespoły
Zespół COOL Racing wywalczył automatyczne zaproszenie na wyścig Le Mans w 2024 roku.
| Poz.    | Zespół                        | BAR | LEC | ARA | SPA | ALG | POR | Punkty |
| ------- | ----------------------------- | --- | --- | --- | --- | --- | --- | ------ |
| 1       | #17 COOL Racing               | 1   | 3   | 1   | 1   | 4   | 2   | 121    |
| 2       | #11 Eurointernational         | 4   | 7   | 5   | 3   | 9   | 1   | 70     |
| 3       | #12 WTM by Rinaldi Racing     | NS  | 2   | 2   | WYK | 1   | 8   | 66     |
| 4       | #13 Inter Europol Competition | 2   | 6   | NS  | 2   | NS  | 4   | 57     |
| 5       | #31 Racing Spirit of Léman    | 3   | 1   | NS  | 8   | 8   | 7   | 54     |
| 6       | #4 DKR Engineering            | 10  | 5   | 8   | 7   | 3   | 3   | 51     |
| 7       | #15 RLR M Sport               | 9   | 4   | 4   | 6   | 6   | 6   | 51     |
| 8       | #35 Ultimate                  | 7   | 12  | 3   | NS  | 2   | NS  | 39     |
| 9       | #5 RLR M Sport                | 6   | 9   | 7   | 4   | 5   | NS  | 38     |
| 10      | #8 Team Virage                | 8   | 8   | NS  | 5   | NS  | 5   | 30     |
| 11      | #7 Nielsen Racing             | 5   | 11  | 6   | NS  | 7   | NS  | 24     |
| 12      | #10 Eurointernational         | NS  | 10  | NS  | NS  | –   | –   | 1      |
| Źródło: |                               |     |     |     |     |     |     |        |

### LMGTE

#### Kierowcy
| Poz.    | Kierowca                                           | BAR | LEC | ARA | SPA | ALG | POR | Punkty |
| ------- | -------------------------------------------------- | --- | --- | --- | --- | --- | --- | ------ |
| 1       | Alessio Picariello Ryan Hardwick Zacharie Robichon | 1   | 9   | 2   | 3   | 2   | 1   | 105    |
| 2       | Christian Ried Giammarco Levorato Julien Andlauer  | NS  | 1   | 4   | 8   | 1   | 2   | 85     |
| 3       | Claudio Schiavoni Matteo Cairoli Matteo Cressoni   | 4   | 2   | 7   | 1   | 3   | 8   | 80     |
| 4       | Gregory Huffaker II Takeshi Kimura                 | 7   | 4   | 1   | 5   | 4   | 12  | 65     |
| 5       | David Perel Duncan Cameron Matthew Griffin         | 5   | 5   | 6   | 7   | 7   | 3   | 55     |
| 6       | Jon Lancaster Lorcan Hanafin Martin Berry          | 3   | 6   | 5   | NS  | 11  | 4   | 47     |
| 7       | Conrad Laursen Johnny Laursen                      | 2   | 8   | NS  | 2   | 12  | 9   | 42     |
| 8       | Kriton Lentoudis Rui Águas Ulysse de Pauw          | 6   | 11  | 10  | 4   | 6   | 7   | 35     |
| 9       | Ben Tuck John Hartshorne Jonathan Adam             | 9   | 3   | 11  | 9   | 10  | 6   | 28     |
| 10      | Arnold Robin Maxime Robin Valentin Hasse-Clot      | NS  | 7   | 9   | 6   | 5   | 10  | 28     |
| 11      | Davide Rigon                                       | –   | –   | 1   | –   | –   | –   | 25     |
| 12      | Nicklas Nielsen                                    | –   | 8   | NS  | 2   | 12  | 9   | 24     |
| 13      | Martin Rump Michael Fassbender Richard Lietz       | 8   | 10  | 3   | NS  | 9   | 11  | 22     |
| 14      | Daniel Serra                                       | –   | –   | –   | 5   | 4   | 12  | 22     |
| 15      | Mikkel Mac                                         | 2   | –   | –   | –   | –   | –   | 18     |
| 16      | Frederik Schandorff                                | 7   | 4   | –   | –   | –   | –   | 18     |
| 17      | Gustav Birch Jens Møller Nicki Thiim               | NS  | 12  | 8   | NS  | 8   | 5   | 18     |
| Źródło: |                                                    |     |     |     |     |     |     |        |

| Legenda     | Legenda                  |
| Oznaczenie  | Wyjaśnienie              |
| ----------- | ------------------------ |
| Złoty       | Zwycięstwo               |
| Srebrny     | 2. miejsce               |
| Brązowy     | 3. miejsce               |
| Zielony     | Miejsce punktowane       |
| Niebieski   | Miejsce niepunktowane    |
| Niebieski   | Niesklasyfikowany (NS)   |
| Różowy      | Nie ukończył (NU)        |
| Czarny      | Zdyskwalifikowany (DK)   |
| Czarny      | Wykluczony (WYK)         |
| Biały       | Nie wystartował (NW)     |
| Biały       | Wyścig odwołany (OD)     |
| Bez koloru  | Wycofany (WYC)           |
| Bez koloru  | Nie został zgłoszony (–) |
| Pogrubienie | Pole position            |

#### Zespoły
Zespół Proton Competition wywalczył automatyczne zaproszenie na wyścig Le Mans w 2024 roku.
| Poz.    | Zespół                 | BAR | LEC | ARA | SPA | ALG | POR | Punkty |
| ------- | ---------------------- | --- | --- | --- | --- | --- | --- | ------ |
| 1       | #16 Proton Competition | 1   | 9   | 2   | 3   | 2   | 1   | 105    |
| 2       | #77 Proton Competition | NS  | 1   | 4   | 8   | 1   | 2   | 85     |
| 3       | #60 Iron Lynx          | 4   | 2   | 7   | 1   | 3   | 8   | 80     |
| 4       | #57 Kessel Racing      | 7   | 4   | 1   | 5   | 4   | 12  | 65     |
| 5       | #55 Spirit of Race     | 5   | 5   | 6   | 7   | 7   | 3   | 55     |
| 6       | #66 JMW Motorsport     | 3   | 6   | 5   | NS  | 11  | 4   | 47     |
| 7       | #50 Formula Racing     | 2   | 8   | NS  | 2   | 12  | 9   | 42     |
| 8       | #51 AF Corse           | 6   | 11  | 10  | 4   | 6   | 7   | 35     |
| 9       | #95 TF Sport           | 9   | 3   | 11  | 9   | 10  | 6   | 28     |
| 10      | #72 TF Sport           | NS  | 7   | 9   | 6   | 5   | 10  | 28     |
| 11      | #93 Proton Competition | 8   | 10  | 3   | NS  | 9   | 11  | 22     |
| 12      | #44 GMB Motorsport     | NS  | 12  | 8   | NS  | 8   | 5   | 18     |
| Źródło: |                        |     |     |     |     |     |     |        |